# Бєжанов Григорій Якимович
Григорій Якимович Бєжанов (1897, місто Тифліс, тепер місто Тбілісі, Грузія — 14 травня 1955, місто Тбілісі, тепер Грузія) — радянський діяч органів державної безпеки, народний комісар (міністр) державної безпеки Кабардинської АРСР, генерал-майор. Депутат Верховної Ради СРСР 2-го скликання (в 1946—1947 роках).

## Біографія
Народився у вірменській родині кравця — дрібного торговця. У 1917 році закінчив Перше Тифліське комерційне училище. У 1918 році поступив на медичний факультет Тифліського університету, але невдовзі припинив навчання.
У вересні 1918 — листопаді 1919 року — експедитор тютюнової фабрики «Дим» у Тифлісі.
У листопаді 1919 — листопаді 1920 року — діловод із мобілізації 11-ї гірської батареї вірменської національної армії в місті Камарлю Еріванської губернії.
У листопаді 1920 — червні 1921 року — доглядач військового госпіталю Червоної армії в місті Ерівань. Потім служив помічником військового комісара 1-ї стрілецької дивізії 11-ї армії РСЧА. У вересні 1921 року демобілізований із армії через хворобу.
Член РКП(б) з травня 1921 року.
У вересні 1921 — жовтні 1923 року — начальник оперативного пункту дорожньо-транспортної надзвичайної комісії (ДТЧК) у Тифлісі.
У жовтні 1923 — жовтні 1924 року — інспектор воєнізованої охорони (ВОХР) Закавказької залізниці в Тифлісі.
У жовтні 1924 — листопаді 1931 року — начальник мобілізаційного відділу і заступник директора управліня Закавказької залізниці в Тифлісі.
У 1929 році склав екстерном екзамени за 4 курси в Інституті інженерів залізничного транспорту в Тифлісі.
У листопаді 1931 — жовтні 1934 року — начальник відділення дорожньо-транспортного відділу станції Ленінакан ДТВ ОДПУ—НКВС Закавказької залізниці.
У жовтні 1934 — травні 1935 року — начальник відділення дорожньо-транспортного відділу ГУДБ НКВС Закавказької залізниці в Тбілісі.
У травні 1935 — лютому 1937 року — начальник відділення транспортного відділу УДБ НКВС Закавказької РФСР у Тбілісі.
У квітні 1937 — квітні 1938 року — начальник 3-го відділу УДБ НКВС Абхазької АРСР.
У квітні 1938 — серпні 1939 року — заступник народного комісара внутрішніх справ Абхазької АРСР.
7 серпня 1939 — 21 квітня 1940 року — тво. заступника начальника дорожньо-транспортного відділу НКВС Закавказької залізниці в Тбілісі.
У червні — вересні 1940 року — заступник начальника водного відділу УНКВС по Ленінградській області.
У вересні 1940 — лютому 1941 року — начальник водного відділу УНКВС по Ленінградській області.
У лютому — серпні 1941 року — начальник секретно-політичного відділу (по місту) УНКДБ по Ленінградській області.
30 серпня 1941 — 17 травня 1942 року — начальник транспортного відділу НКВС Октябрської залізниці в Ленінграді.
17 травня 1942 — травень 1943 року — начальник секретно-політичного відділу УНКВС по Ленінградській області.
4 червня 1943 — 4 жовтня 1944 року — заступник начальника УНКДБ по Ставропольському краю.
4 жовтня 1944 — 10 грудня 1947 року — народний комісар (міністр) державної безпеки Кабардинської АРСР.
Одночасно, з червня 1945 до вересня 1946 року — начальник оперативного сектора НКВС СРСР землі Тюрингія в Німеччині.
10 грудня 1947 року заарештований органами МДБ. Засуджений 17 жовтня 1951 року за статтею 193-17«а» («за зловживання службовим становищем та розкрадання соціалістичної власності») до 10 років позбавлення волі з подальшою поразкою у правах на 3 роки. Звільнений 20 липня 1953 року. Ухвалою Верховного суду СРСР від 23 липня 1953 року вирок скасовано і справу припинено. Реабілітований.
З 1 серпня 1953 року — в запасі Міністерства оборони СРСР (через хворобу) в місті Тбілісі.
Помер 14 травня 1955 року після тривалої і важкої хвороби в Тбілісі.

## Звання
- лейтенант державної безпеки (13.01.1936)
- старший лейтенант державної безпеки (19.07.1939)
- капітан державної безпеки (14.09.1939)
- майор державної безпеки (23.02.1942)
- полковник державної безпеки (14.02.1943)
- комісар державної безпеки (12.07.1944)
- генерал-майор (9.07.1945—30.10.1951, з 15.08.1953)

## Нагороди
- орден Леніна (4.12.1945)
- три ордени Червоного Прапора (8.03.1944, 3.11.1944)
- орден Вітчизняної війни І ст. (7.07.1944)
- орден Червоної Зірки (18.05.1942)
- орден «Знак Пошани» (20.09.1943)
- медаль «За оборону Ленінграда»
- медаль «За перемогу над Німеччиною у Великій Вітчизняній війні 1941—1945 рр.» (1945,)
- медалі
- знак «Заслужений працівник НКВС» (4.02.1942)
- годинник з написом «За блискуче виконання завдання уряду Союзу РСР» від колегії ОДПУ СРСР (1932).